# اودلو
اودلو (یا اُدولو) روستایی است که در استان اردبیل، شهرستان بیله‌سوار، بخش مرکزی، دهستان گوگ‌تپه قرار دارد. این روستا در نزدیکی مرز ایران و جمهوری آذربایجان قرار داشته و رودخانهٔ فصلی بالهارود(بولقارچای) از کنار آن می گذرد. اخیراً از طرف دولت ایران در نوار مرزی سیم خاردار کشیده شده‌است که متأسفانه زمین‌های مرتع این روستا در آن طرف سیم خاردار بدون استفاده قرار گرفته‌است و این مسئله به اقتصاد دامی این روستا آسیب زیادی زده‌است.
اودلو علاوه بر نام این روستا، نام یکی از طوایف شاهسون عشایر مغان نیز می‌باشد. این طایفه دارای چندین قشلاق بوده و در گذشته به دامداری مشغول بودند. از این قشلاقات فقط قشلاق میرعلم و قشلاق حاج الهوردی باقی مانده که برخی از آن‌ها به ییلاق می‌روند. منطقهٔ ییلاقی این طایفه در دامنهٔ کوه‌های سبلان در اطراف قاراگل نزدیکی آبگرم قوتورسویی می‌باشد. برخی از این طایفه در زمان اسکان اجباری رضاشاه در منطقه ارشق مشگین‌شهر اسکان نموده و در روستاهای خلیفه داوود و علی‌کهریزی و اماراتلو ساکن شده و به کشاورزی مشغول شدند.

## جمعیت
بر اساس سرشماری سال ۱۳۸۵ جمعیت این روستا ۸۳۰ نفر با ۱۵۶ خانوار بوده‌است.

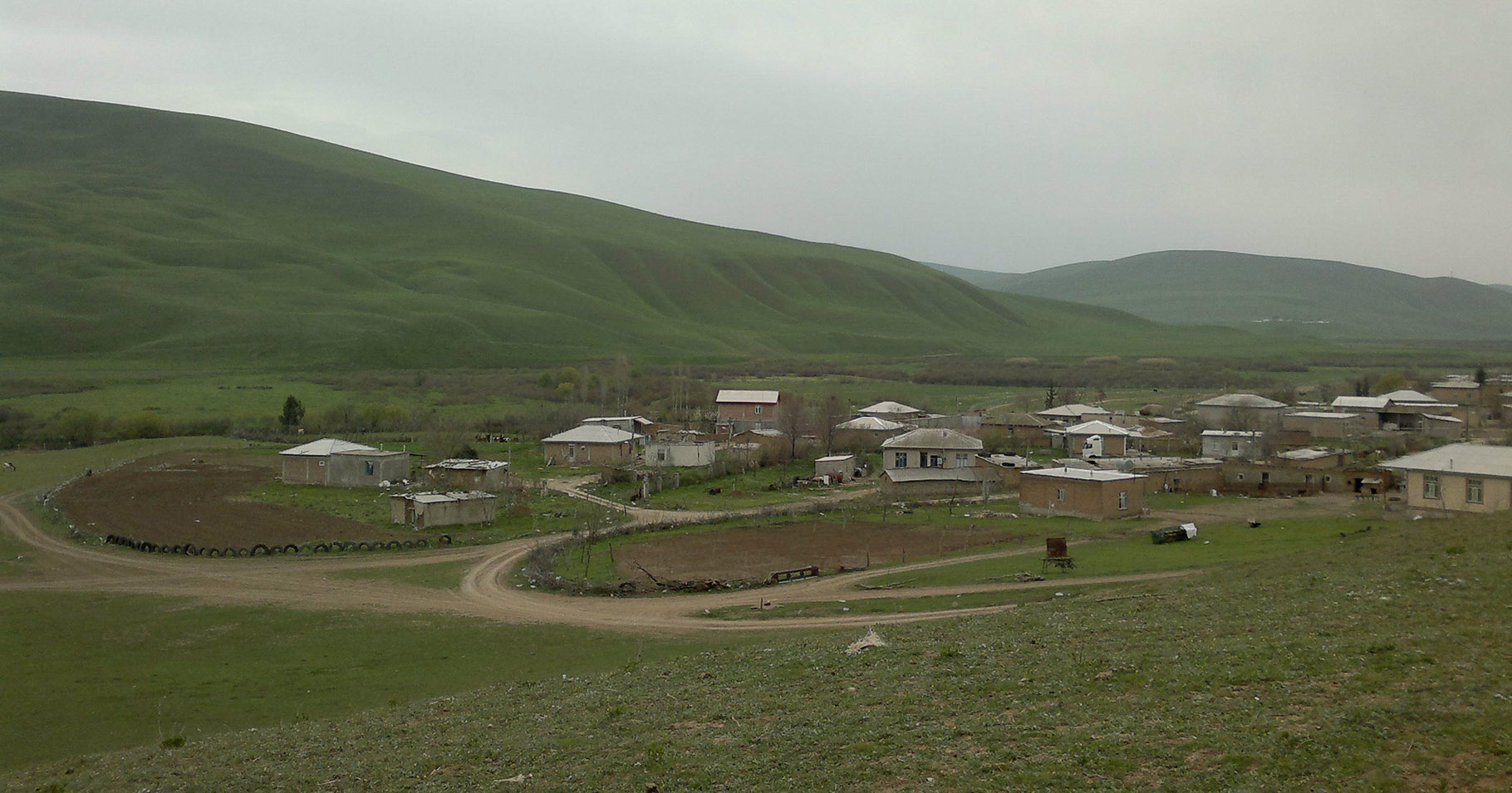
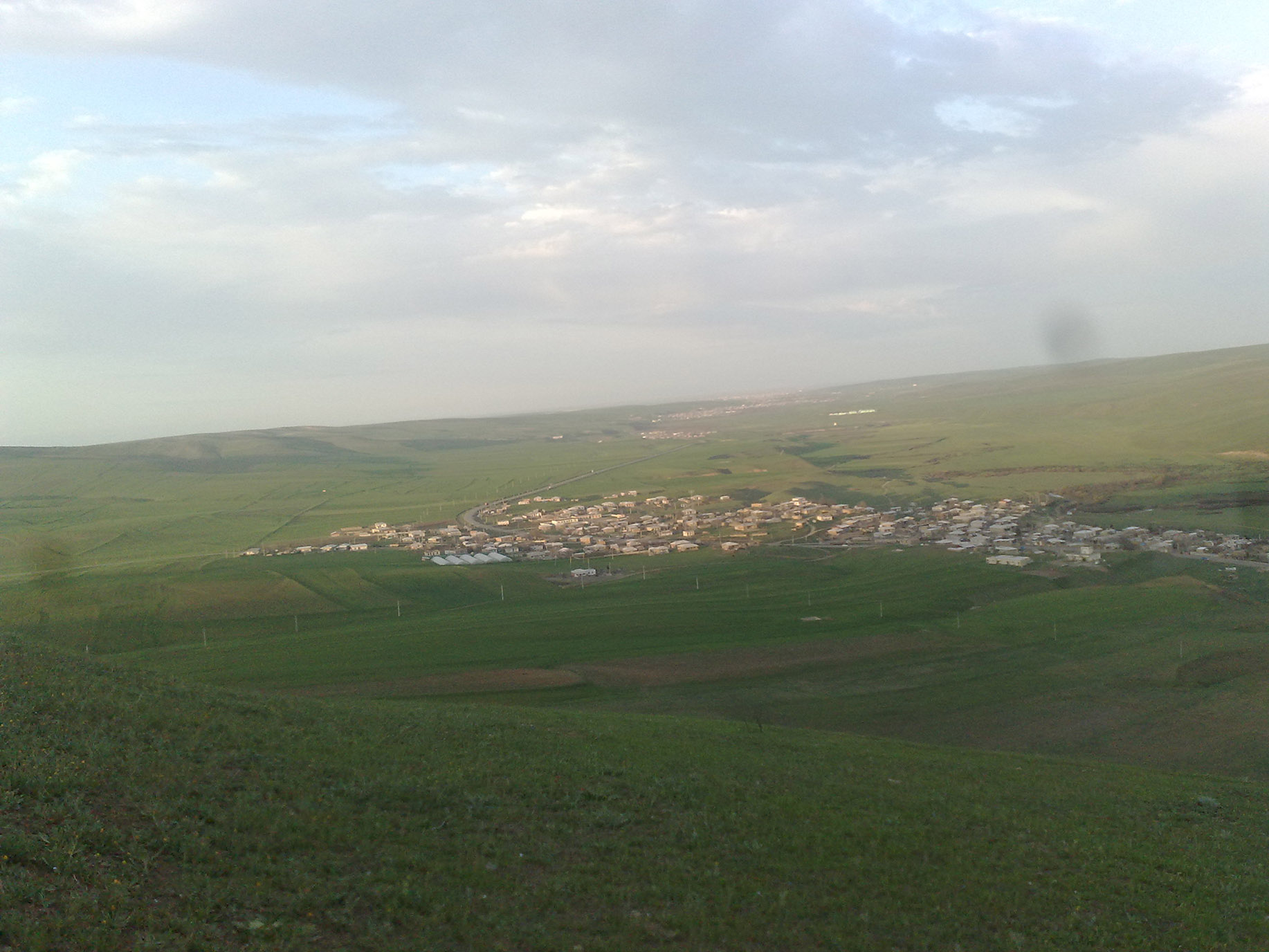
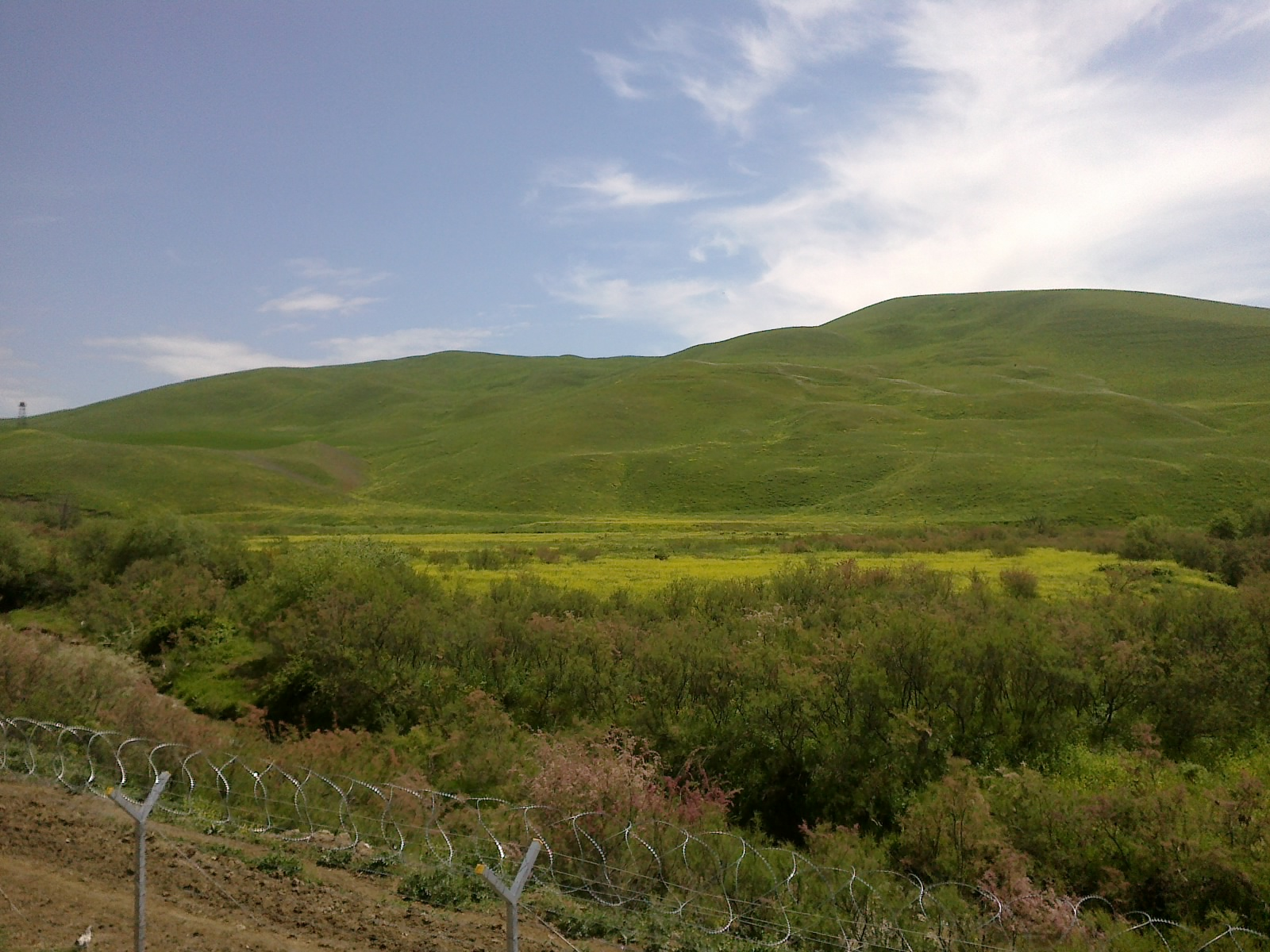
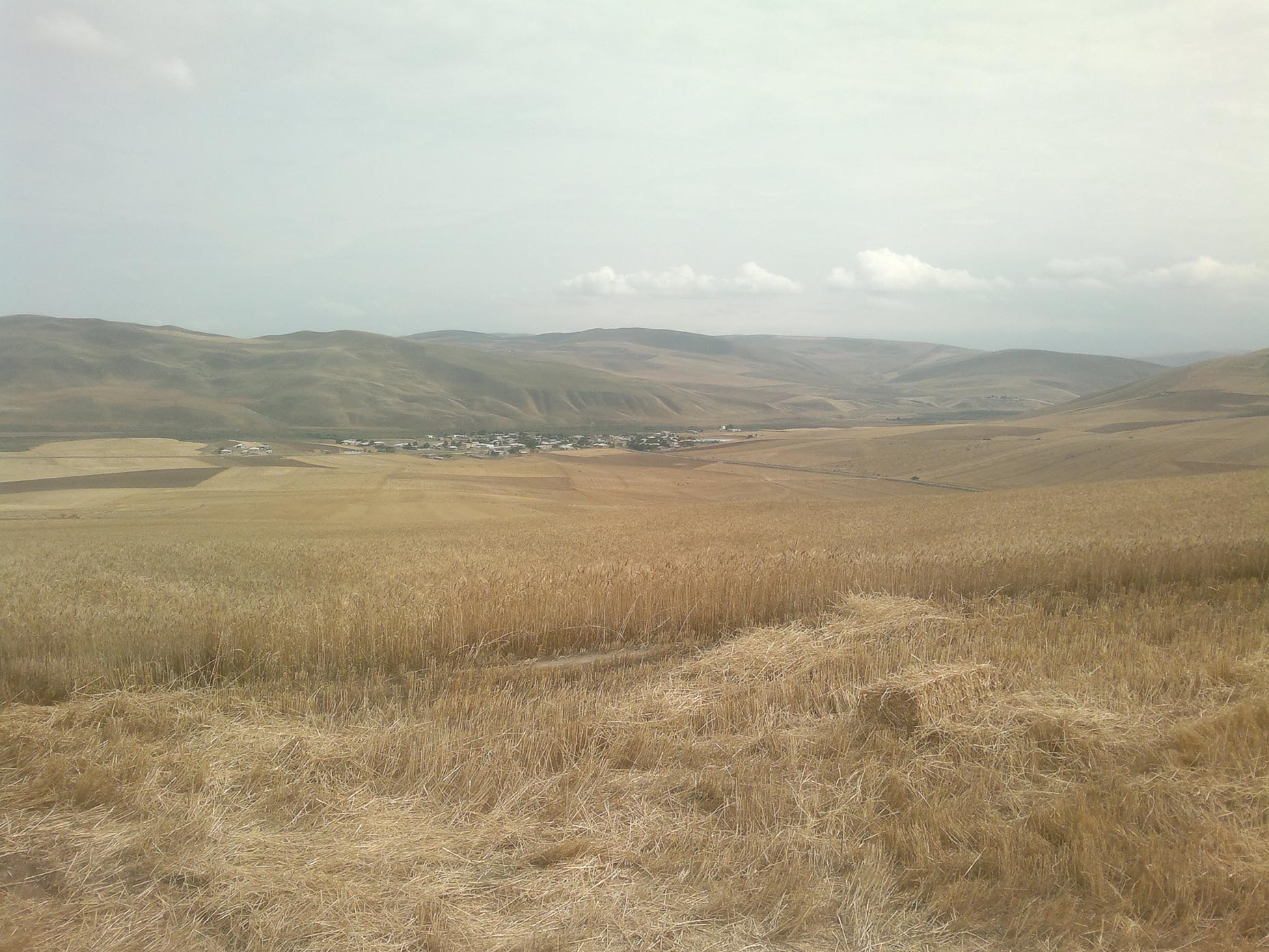
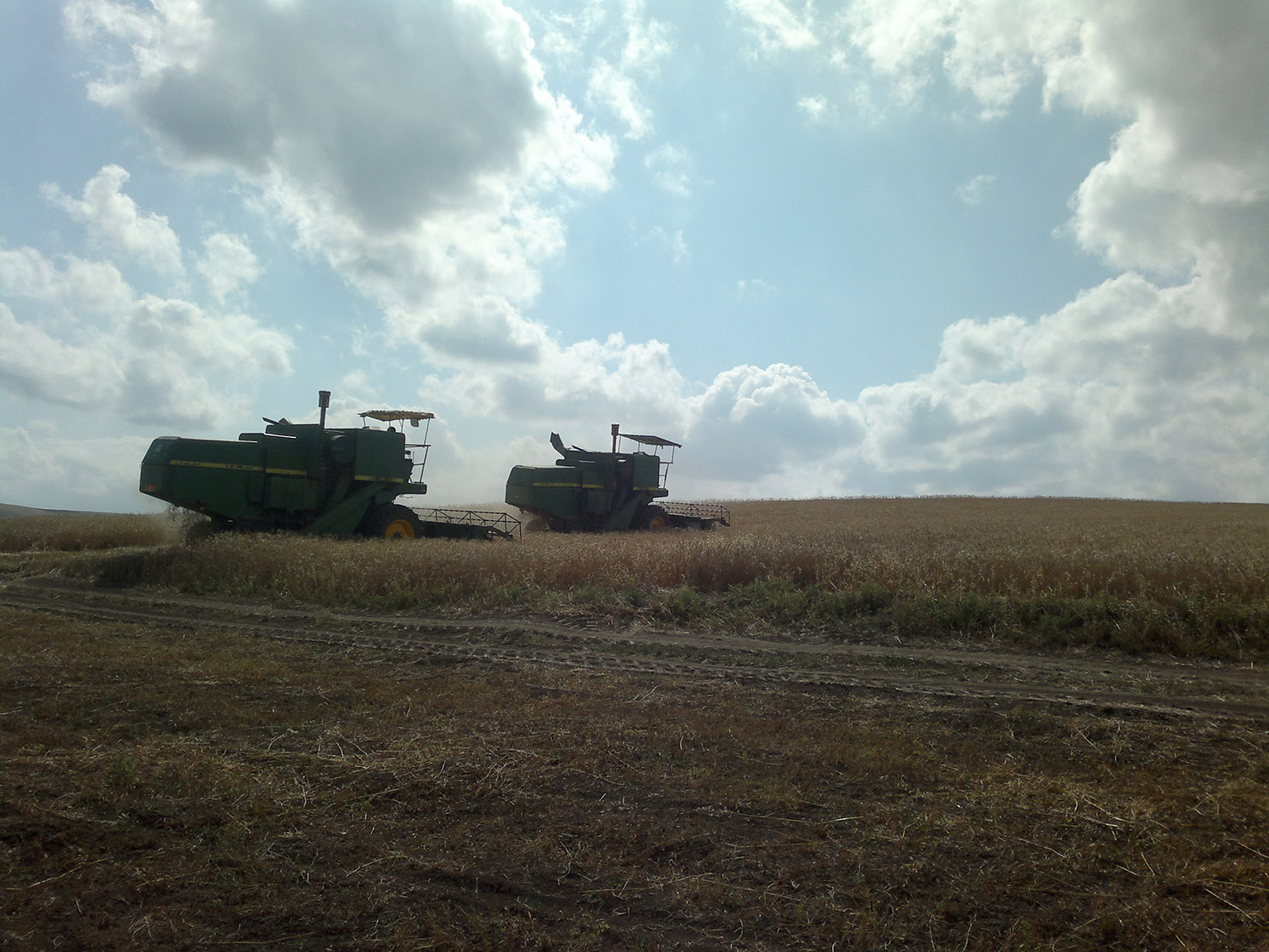
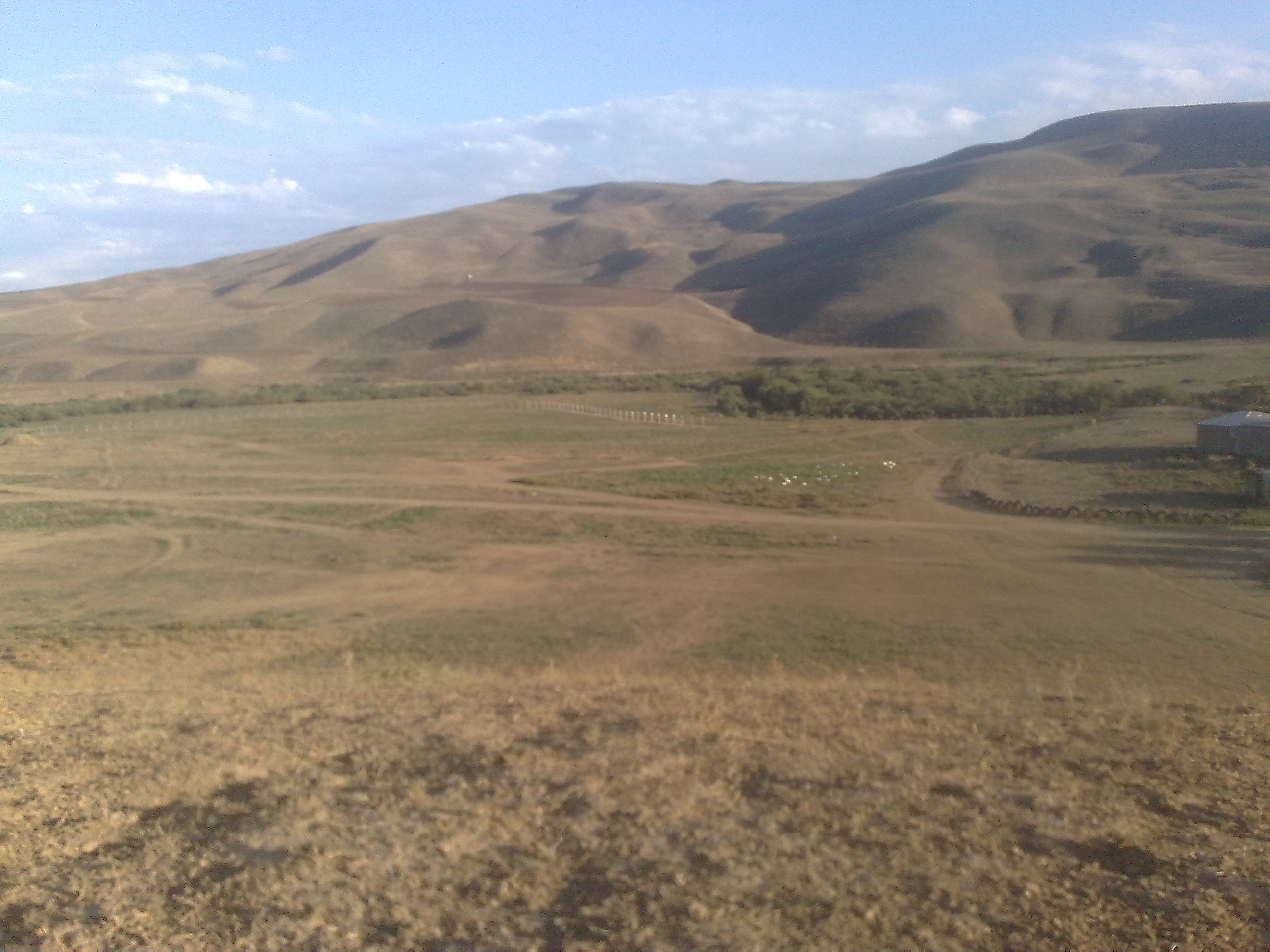
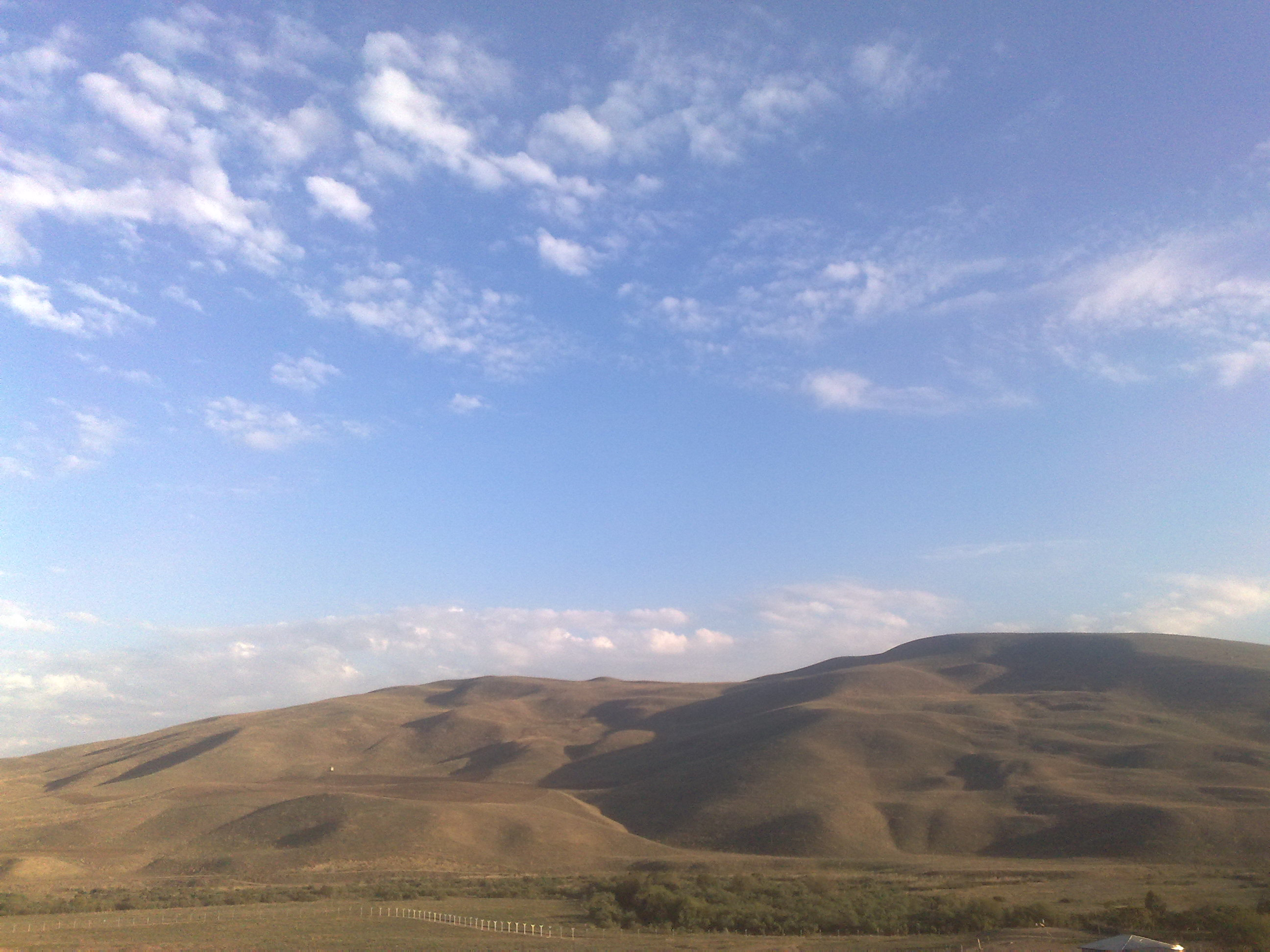
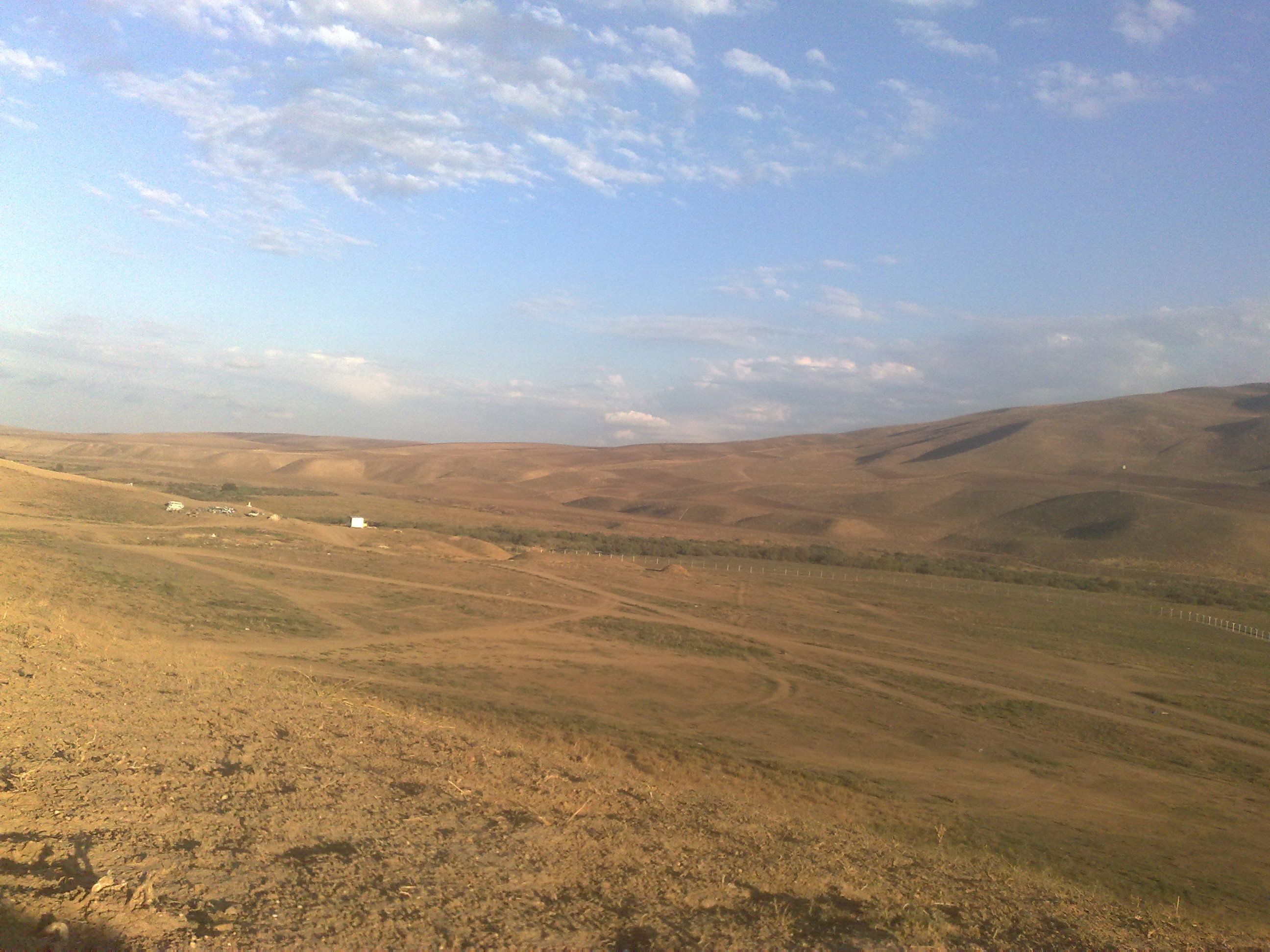